# Rootsiküla (Saaremaa)
Koordinaten: 58° 21′ N, 22° 1′ O
Rootsiküla (deutsch Rotziküll) ist ein Dorf (estnisch küla) auf der größten estnischen Insel Saaremaa. Es gehört zur Landgemeinde Saaremaa (bis 2017: Landgemeinde Kihelkonna) im Kreis Saare.

## Einwohnerschaft und Lage
Das Dorf hat 32 Einwohner (Stand 31. Dezember 2011). Es liegt auf der Halbinsel Papissaare (Papissaare poolsaar) direkt an der Ostsee.

## Hafen
Westlich des Dorfkerns befindet sich der Hafen Papissaare (Papissaare sadam). Von dort verkehren regelmäßig Boote auf die Insel Vilsandi. Am Hafen existiert eine alteingesessene Fischindustrie, die vor allem für ihre Sprotten bekannt ist. Die Hangars für Wasserflugzeuge stammen aus der Zeit des Ersten Weltkriegs.
Im Hafen erinnert ein Gedenkstein an die Ära der großen Segelschiffe, die insbesondere in den 1890er Jahren in der Region gebaut wurden und in Papissaare ihren Hafen hatten. Das bekannteste unter ihnen war der ozeantaugliche Dreimaster „Emma“.